# Meriptah
Meriptah ókori egyiptomi pap; Ámon főpapja volt a XVIII. dinasztiabeli III. Amenhotep fáraó idején.
Egy szoborról ismert, amely együtt említi a rangban őt követő három pappal, Anennel, Amenemhattal és Szimuttal, Ámon második, harmadik és negyedik prófétájával. Cyril Aldred szerint Meriptah Ptahmosze főpapot követte hivatalában, valószínűleg III. Amenhotep 20. uralkodási éve körül, és a fáraó haláláig betöltötte a főpapi posztot; utána egy Maja nevű pap volt Ámon főpapja, az utolsó, mielőtt Ehnaton betiltotta Ámon kultuszát. Donald Redford feltételezése szerint a Maja valójában Ptahmosze nevének rövidítése, és Ptahmosze szolgált főpapként III. Amenhotep uralkodásának végétől Ehnaton első uralkodási éveiig.
Meriptah sírja a thébai Sejh Abd el-Kurnában készült. Temetkezésének egyes kellékei a 19. század elején kerültek elő egy gödörből, köztük:
- Szobor, mely térden ábrázolja Meriptahot, amint himnuszt énekel Rének,[3]
- Szobor, ma Chicagóban,[4]
- Három vályogtégla, melyen „Ámon első prófétája, Meriptah” neve ál; ma a Metropolitan Művészeti Múzeumban,[5]
- Csiszolt buxus kohl- (szemfesték-) tartó szobrocska, fiatal lányt ábrázol ifjúságfürttel, nagy edénnyel.[6]

## Fordítás
- Ez a szócikk részben vagy egészben  a   Meryptah című angol Wikipédia-szócikk ezen változatának fordításán alapul.  Az eredeti cikk szerkesztőit annak laptörténete sorolja fel. Ez a jelzés csupán a megfogalmazás eredetét és a szerzői jogokat jelzi, nem szolgál a cikkben szereplő információk forrásmegjelöléseként.